# Lijst van rijksmonumenten in Gemert-Bakel
De gemeente Gemert-Bakel telt 63 inschrijvingen in het rijksmonumentenregister. Hieronder een overzicht. 

## Bakel
De plaats Bakel telt 8 inschrijvingen in het rijksmonumentenregister. Zie Lijst van rijksmonumenten in Bakel voor een overzicht.

## De Mortel
De plaats De Mortel telt 1 inschrijving in het rijksmonumentenregister.
| Object                          | Oorspronkelijke functie? | Bouwjaar  | Architect       | Locatie               | Coördinaten?                  | Nr.?   | Afbeelding        |
| ------------------------------- | ------------------------ | --------- | --------------- | --------------------- | ----------------------------- | ------ | ----------------- |
| R.K. Kerk van Sint Antonius Abt | Kerk en kerkonderdeel    | 1902-1904 | Caspar Franssen | St.-Antoniusstraat 32 | 51° 32' 28" NB, 5° 42' 31" OL | 518089 | Meer afbeeldingen |

## De Rips
De plaats De Rips telt 2 inschrijvingen in het rijksmonumentenregister.
| Object | Oorspronkelijke functie? | Bouwjaar  | Architect | Locatie                      | Coördinaten?                  | Nr.?   | Afbeelding        |
| --- | ------------------------ | --------- | --------- | ---------------------------- | ----------------------------- | ------ | ----------------- |
| Gertruda-Hoeve | Boerderij                | 1929      |           | Burgemeester Wijtvlietlaan 4 | 51° 33' 15" NB, 5° 47' 28" OL | 518102 | Gertruda-Hoeve    |
| Dubbel woonhuis, gebouwd als twee opzichterswoningen in 1912-1913 en deel uitmakend van de ontginningen van de gebroeders Roelvink | Woonhuis                 | 1912-1913 |           | Jan Berendweg 2              | 51° 34' 19" NB, 5° 48' 45" OL | 518090 | Meer afbeeldingen |

## Elsendorp
De plaats Elsendorp telt 2 inschrijvingen in het rijksmonumentenregister.
| Object    | Oorspronkelijke functie? | Bouwjaar | Architect | Locatie           | Coördinaten?                  | Nr.?   | Afbeelding        |
| --------- | ------------------------ | -------- | --------- | ----------------- | ----------------------------- | ------ | ----------------- |
| Annehoeve | Boerderij                | 1910     | K. Muller | Elsendorpseweg 72 | 51° 34' 54" NB, 5° 46' 25" OL | 518092 | Meer afbeeldingen |
| De Zijp   | Boerderij                | 1906     |           | Ripseweg 51       | 51° 33' 48" NB, 5° 46' 37" OL | 518101 | De Zijp           |

## Esdonk
De plaats Esdonk telt 1 inschrijving in het rijksmonumentenregister.
| Object                    | Oorspronkelijke functie? | Bouwjaar | Architect | Locatie   | Coördinaten?                  | Nr.?  | Afbeelding        |
| ------------------------- | ------------------------ | -------- | --------- | --------- | ----------------------------- | ----- | ----------------- |
| Kapel van Maria Magdalena | Kapel                    | 1695     |           | Esdonk 15 | 51° 34' 42" NB, 5° 39' 57" OL | 16061 | Meer afbeeldingen |

## Gemert
De plaats Gemert telt 35 inschrijvingen in het rijksmonumentenregister. Zie Lijst van rijksmonumenten in Gemert voor een overzicht.

## Handel
De plaats Handel telt 10 inschrijvingen in het rijksmonumentenregister. Zie Lijst van rijksmonumenten in Handel voor een overzicht.

## Milheeze
De plaats Milheeze telt 4 inschrijvingen in het rijksmonumentenregister.
| Object                                                                                             | Oorspronkelijke functie?  | Bouwjaar            | Architect | Locatie               | Coördinaten?                  | Nr.?   | Afbeelding        |
| -------------------------------------------------------------------------------------------------- | ------------------------- | ------------------- | --------- | --------------------- | ----------------------------- | ------ | ----------------- |
| Terrein waarin resten van nederzettingen                                                           | Archeologisch monument    | jong Palaeolithicum |           |                       | 51° 30' 51" NB, 5° 49' 12" OL | 45118  | Upload foto       |
| Mariakapel                                                                                         | Kapel                     | 1938                |           | Iets buiten Milheeze. | 51° 30' 6" NB, 5° 46' 11" OL  | 518095 | Meer afbeeldingen |
| Laurentia                                                                                          | Industrie- en poldermolen | 1893                |           | Hoberg 2A             | 51° 30' 7" NB, 5° 45' 52" OL  | 8595   | Meer afbeeldingen |
| St. Willibrorduskerk en Toren, gebouwd op de fundamenten van de St. Anthoniuskapel uit de 15e eeuw | Kerk en kerkonderdeel     | 1844/1845           |           | Kerkeind 37           | 51° 30' 10" NB, 5° 46' 47" OL | 8596   | Meer afbeeldingen |

's-Hertogenbosch ·
Alphen-Chaam ·
Altena ·
Asten ·
Baarle-Nassau ·
Bergeijk ·
Bergen op Zoom ·
Bernheze ·
Best ·
Bladel ·
Boekel ·
Boxtel ·
Breda ·
Cranendonck ·
Deurne ·
Dongen ·
Drimmelen ·
Eersel ·
Eindhoven ·
Etten-Leur ·
Geertruidenberg ·
Geldrop-Mierlo ·
Gemert-Bakel ·
Gilze en Rijen ·
Goirle ·
Halderberge ·
Heeze-Leende ·
Helmond ·
Heusden ·
Hilvarenbeek ·
Laarbeek ·
Land van Cuijk ·
Loon op Zand ·
Maashorst ·
Meierijstad ·
Moerdijk ·
Nuenen, Gerwen en Nederwetten ·
Oirschot ·
Oisterwijk ·
Oosterhout ·
Oss ·
Reusel-De Mierden ·
Roosendaal ·
Rucphen ·
Sint-Michielsgestel ·
Someren ·
Son en Breugel ·
Steenbergen ·
Tilburg ·
Valkenswaard ·
Veldhoven ·
Vught ·
Waalre ·
Waalwijk ·
Woensdrecht ·
Zundert